# The Hornettes
The Hornettes war eine 1979 gegründete Popmusik-Gesangsformation, die bis 1994 bestand.

## Geschichte
Die Hornettes wurden 1979 gegründet, damals mit Gitta Walther, Dagmar Hellberg, Lucy Neale (aka Lucy O’Day) und Christina Harrison. Bis auf Hellberg waren alle Gründerinnen vorher Mitglieder der 1978 aufgelösten Band Love Generation. In dieser Besetzung nahmen die Hornettes nur die von Rainer Pietsch produzierte Single Stop / Not Too Young auf.
Schon 1980 trennte sich das Quartett von Hellberg. An ihre Stelle trat Linda G. Thompson. Gitta Walther und sie waren zusammen auch bei den Cornely Singers. 1981 trat das Quartett bei der deutschen Vorentscheidung zum Eurovision Song Contest mit dem von Ralph Siegel komponierten Lied Mannequin an und erreichte den zweiten Platz. Das von Bernd Meinunger getexte Lied blieb das erfolgreichste der Hornettes und hielt sich zwölf Wochen in den deutschen Musikcharts mit einer Spitzenplatzierung auf Position 27. Noch im gleichen Jahr konnte sich die Band mit dem Titel Waikiki Tamouré, ebenfalls von Ralph Siegel produziert, weitere sechs Wochen in den deutschen Charts platzieren, erreichten allerdings nur Platz 52. 1982 erschien das Debütalbum We Are On The Way-O bei Jupiter Records.
1983 nahm das Quartett mit Hello, Mr. Radio an der österreichischen Vorentscheidung zum Eurovision Song Contest teil und erreichte den dritten Platz. 1985 verließen Neale und Harrison das Quartett, für sie kamen Freya Wippich (Ehefrau von Bernd Wippich) und Jackie Carter neu hinzu. 1993 verließ Carter die Formation und ging ihrer Solokarriere nach. Als Trio veröffentlichten die Hornettes 1994 noch die Alben Holiday und Welterfolge, produziert von Jürgen Marcus.
The Hornettes waren in mehreren Fernsehshows zu sehen, unter anderem in Die Pyramide, Die Montagsmaler, Show-Express und der ZDF-Hitparade. Sie hatten auch einen Auftritt gemeinsam mit Elisabeth Volkmann in der Filmkomödie Die Geierwally.